# Gmina Komarów-Osada
Die Gmina Komarów-Osada ist eine Landgemeinde im Powiat Zamojski der Woiwodschaft Lublin in Polen. Ihr Sitz ist das gleichnamige Dorf.

## Gliederung
Zur Landgemeinde Komarów-Osada gehören folgende 26 Ortschaften mit einem Schulzenamt:
Antoniówka
Dub
Huta Komarowska
Janówka Wschodnia
Janówka Zachodnia
Kadłubiska
Komarów Dolny
Komarów-Osada
Komarów Górny
Komarów-Wieś
Kraczew
Krzywystok
Krzywystok-Kolonia
Księżostany
Księżostany-Kolonia
Ruszczyzna
Sosnowa-Dębowa
Swaryczów
Śniatycze
Tomaszówka
Tuczapy
Wolica Brzozowa
Wolica Brzozowa-Kolonia
Wolica Śniatycka
Zubowice
Zubowice-Kolonia
Weitere Orte der Gemeinde sind Berestki und Szczerbiki.